# Мин-ружиралай, Нитифумтанат
Нитифумтанат Мин-ружиралай (тайск. นิติภูมิธณัฐ มิ่งรุจิราลัย; урожд. Бунчуай Юпром, также известен как Нитипум Наваратна; род. 5 июня 1960 года в провинции Трат, Таиланд) — тайский политик и журналист.

## Имя
Его мать, хуацяо, носила фамилию Ли. Его имя при рождении — Бунчуай Юпром, позже он сменил имя на Нитипум Юпром, но затем он изменил своё имя в соответствии с данными приёмного отца (отчима звали Мом Раджавонсе) на Чао Наваратна (сын Мома Чао Ноппамаса Наваратны). 15 сентября 2016 года он снова сменил имя на Нитифумтанат Мин-ружиралай.

## Ранние годы и образование
Нитифумтанат родился в провинции Трат, но воспитывался в провинции Чантхабури. Он учился в школе Ват Суенг Ланг при буддистском храме, католической школе Шрилахатай и школе Хлунг Ратчадаписек. Затем он поочерёдно учился в школах Траттраканкхун и Бенчамарчутхит.
Благодаря Фонду Ротари Нитифумтанат на правах студента по обмену учился в австралийской средней школе Св. Арно и изучал английский в Школе языков Королевских ВВС Австралии, штат Виктория.
Он получил степень бакалавра политологии в Университете Рамакхамхаенг, степень магистра по государственному управлению в Университете Таммасат и степень доктора исторических наук в Институте стран Азии и Африки МГУ. Тема диссертации: «Изменения и развитие политических взглядах военных правительств Бирмы в 1962—1997 годах».
Нитифумтанат является директором Института азиатских и африканских исследований в Успенском университете, преподаёт английский в Университете Рамакхамхаенг. Он также ведёт рубрику в газете Thai Rath под названием «Открытое небо Взгляд на мир»).

## Политическая карьера
Нитифумтанат участвовал в выборах губернатора Бангкока 2004 года. Он стал пятым, получив 135369 голосов. Позже, в 2006 году, на выборах в Сенат Таиланда Нитифумтанат был кандидатом от Бангкокского округа и обошёл соперников с результатом 257420 голосов. Однако депутат партии «Тхаи Рак Тхаи» Джатупорн Промпан призвал к дисквалификации победителя. Причиной было то, что Нитифумтанат выступал на митингах Народного альянса за демократию за отставку тогдашнего премьер-министра Таксина Чиннавата и распространял во время митингов компакт-диски с агитацией против приватизации. В итоге его кандидатура получила дополнительную огласку. Однако он не вступил в должность в связи с государственным переворотом в 2006 году. После переворота Нитифумтанат был назначен в Совет национальной безопасности членом Национальной законодательной ассамблеи.
В июле 2007 года партия «Тхаи Рак Тхаи» и адвокат Таксина Чиннавата инициировали вызов Нитифумтанат в качестве свидетеля по так называемому уголовному делу «Финский сюжет» в отношении профессора Прамоте Накорнхаба. Партия народной власти обнародовала список потенциальных кандидатов в депутаты от Бангкока на всеобщих выборах в Таиланде 2007 года, в списке был и Нитифумтанат. Но кандидатура последнего вызвала протест у Народного альянса за демократию, в итоге Нитифумтанат баллотировался от партии «Пуэа Пандин». Чтобы участвовать в выборах, он ушёл из Совета национальной безопасности, выдвигался в избирательном округе № 7, но получил недостаточное количество голосов для победы.
В 2008 году Нитифумтанат зарегистрировал партию «Суварнабхуми», которую сам же возглавлял. Он ушёл с поста через год, и партия распалась. В 2011 году Чалерм Юбамрунг, будущий депутат партии «Пхыа Тхаи», заявил, что планирует пригласить Нитифумтаната присоединиться к партии. Нитифумтанат подал заявку на включение своей кандидатуры в партийный список «Пхыа Тхаи» для участия во всеобщих выборах в 2011 году.
По итогам выборов Нитифумтанат получил место в парламенте. Он занимал пост первого заместителя председателя Комитета по вопросам земли, природных ресурсов и окружающей среды. Позже он был избран членом Комитета иностранных дел. Он занимал пост до тех пор, пока премьер-министр Йинглак Чиннават не распустила парламент 9 декабря 2013 года.
В январе 2014 года Нитифумтанат баллотировался от округа № 21. По результатам всеобщих выборов 2 февраля он одержал победу над другими семью кандидатами от различных партий. Однако Конституционный суд Таиланда признал выборы по всей страны недействительными, поэтому он не смог занять должность.
Чтобы избежать этого политического преследования, 7 мая 2014 года Нитифумтанат был рукоположен в монахи и провёл один месяц в Вате Боуоннивет Вихара, затем отправился в Индию и Непал. 22 мая 2014 года по возвращении из Индии в Таиланд его проинформировали о военном перевороте, и ему было приказано покинуть монастырь, сообщить о себе в Национальный совет за мир и порядок и сдаться для задержания. Он отказался, и армия, не желая спровоцировать сопротивление храма, позволила ему вернуться в Ват Боуоннивет Вихара. Ему было поставлено условие воздержаться от общественной деятельности, докладывать и получать разрешение на выезд из страны. В настоящее время он покинул монастырь и вернулся к гражданской жизни.

## Личная жизнь
Нитифумтанат был жена дважды и оба раза развёлся. Он является отцом семи детей: Натипум (1980 г. р.), Матхави (1987 г. р.), Нитинагин (1988 г. р.), Пханвалай (1990 г. р.), Касамон (1991 г. р.), близнецы Джаттари и Нодтхалеуди (1993 г. р.).